# Забиров, Тимур Фатехович
Тимур Фатехович Забиров (род. 25 января 1972) — российский дипломат.

## Биография
Окончил Московский государственный институт международных отношений МИД России (МГИМО) (1995). Владеет арабским и английским языками. На дипломатической работе с 1995 года. 
В 2012—2015 годах — советник-посланник Посольства России в ОАЭ.
В 2015—2019 годах — начальник отдела в Департаменте Ближнего Востока и Северной Африки МИД России.
В 2019—2021 годах — заместитель директора Департамента Ближнего Востока и Северной Африки МИД России.
С 30 августа 2021 года — чрезвычайный и полномочный посол Российской Федерации в Объединённых Арабских Эмиратах.

## Дипломатический ранг
- Чрезвычайный и полномочный посланник 2 класса (1 октября 2019)[2].
- Чрезвычайный и полномочный посланник 1 класса (9 февраля 2023)[3].

## Награды
- Орден Дружбы (11 марта 2020) — За большой вклад в реализацию внешнеполитического курса Российской Федерации и многолетнюю добросовестную дипломатическую службу[4].
- Почётная грамота Президента Российской Федерации (29 октября 2024) — За вклад в реализацию внешнеполитического курса Российской Федерации и многолетнюю добросовестную дипломатическую службу[5].